# Ernst Schwarz (Politiker, 1886)
Ernst Schwarz (* 18. Januar 1886 in Landsberg/Warthe; † 29. Mai 1958 in Twickenham), Pseudonym Ernst Thiede, war ein deutscher kommunistischer Politiker.

## Leben
Nach dem Besuch des Gymnasiums in seiner Heimatstadt und in Berlin besuchte Schwarz die Universitäten in Grenoble, Bonn und Berlin und schloss sein Studium mit einer Promotion ab. Während des Ersten Weltkrieges war Schwarz kurz Soldat und unterrichtete dann als Studienassessor. Ohne vorherige Beziehungen zur Arbeiterbewegung trat er nach der Novemberrevolution 1918 in Chemnitz der SPD bei und war dort während der Niederschlagung des Kapp-Putsches 1920 mit der Kontrolle der Polizei betraut. Durch die Geschehnisse radikalisiert, schloss Schwarz sich wenig später der USPD an, übernahm dort den Posten des Bezirkssekretärs in Kiel und schloss sich mit dem linken Parteiflügel Ende des Jahres mit der KPD zusammen.
Hier wurde er Anfang 1921 Bezirkssekretär für Hessen-Nassau, musste nach der Märzaktion untertauchen und floh nach Berlin, wo er Ende 1921 verhaftet und darauf folgend mehrere Monate in Kassel gefangen gehalten wurde. Im Oktober 1922 konnte Schwarz, der innerhalb der KPD nun zum „linken“ Flügel gehörte, eine Stelle als Studienrat in Berlin antreten und fungierte gleichzeitig als Mitglied der Parteileitung des Bezirkes Berlin-Brandenburg. Mit der Installierung der „linken“ Parteiführung um Ruth Fischer und Arkadi Maslow 1924 wurde er hauptamtlicher Parteifunktionär und wurde mit der Leitung des vom „rechten“ Flügel um die ehemaligen Parteiführer Heinrich Brandler und August Thalheimer beherrschten Parteibezirkes Thüringen betraut. Im Mai und erneut im Dezember 1924 wurde Schwarz für die KPD in den Reichstag gewählt.
Beim erneuten Aufbrechen von Flügelkämpfen in der KPD 1925 gehörte Schwarz zum „ultralinken“ Flügel und begann zum Beispiel die Sowjetunion als konterrevolutionären Staat zu kritisieren, er wurde noch unter Fischer und Maslow von seinen Parteifunktionen entbunden und Ende Mai 1926 von der neuen Parteiführung um Ernst Thälmann aus der Partei ausgeschlossen. Zusammen mit dem ebenfalls ausgeschlossenen Karl Korsch bildete er zunächst die Gruppe Entschiedene Linke, zerstritt sich aber wenig später mit Korsch und näherte sich der antiparlamentarischen KAPD an, welcher er aber selbst nicht beitrat, da er hierfür sein Reichstagsmandat (welches er als Mitglied der Parlamentsgruppe Linke Kommunisten wahrnahm), hätte niederlegen müssen.
Nach dem Verlust des Reichstagsmandats 1928 unterrichtete Schwarz wieder als Lehrer und entfernte sich von seinen bisherigen politischen Positionen; er stand der Paneuropa-Bewegung nah und war für die Förderung der Deutsch-französischen Verständigung aktiv. Nach der Machtübernahme der NSDAP floh Schwarz 1933 zunächst nach Frankreich und dann über Kuba und Mexiko 1937 in die USA und nahm 1944 die US-Staatsbürgerschaft an. Zwei Jahre vor seinem Tode siedelte er in die BRD über, wo er sich in Bad Godesberg niederließ. Er starb in England während einer Reise.

## Schriften
- Deutsch-französischer Schüleraustausch (Echange interscolaire). Langensalza 1930